# Eriocaulon pusillum
Eriocaulon pusillum là một loài thực vật có hoa trong họ Eriocaulaceae. Loài này được R.Br. mô tả khoa học đầu tiên năm 1810.